# Новожилівська сільська рада
Новожи́лівська сільська́ ра́да — адміністративно-територіальна одиниця та орган місцевого самоврядування в Білогірському районі Автономної Республіки Крим. Адміністративний центр — село Новожилівка.

## Загальні відомості
- Населення ради: 2 439 осіб (станом на 2001 рік)

## Населені пункти
Сільській раді підпорядковані населені пункти:
- с. Новожилівка
- с. Аннівка
- с. Новоолександрівка
- с. Тургенєве

## Населення
Згідно з переписом УРСР 1989 року чисельність наявного населення сільської ради становила 2395 осіб, з яких 1120 чоловіків та 1275 жінок.
За переписом населення України 2001 року в сільській раді мешкало 2438 осіб.

### Мова
Розподіл населення за рідною мовою за даними перепису 2001 року:
| Мова              | Відсоток |
| ----------------- | -------- |
| кримськотатарська | 46,86 %  |
| російська         | 39,32 %  |
| українська        | 10,13 %  |
| білоруська        | 0,90 %   |
| молдовська        | 0,37 %   |
| болгарська        | 0,04 %   |
| німецька          | 0,04 %   |
| польська          | 0,04 %   |
| інші              | 2,30 %   |

## Склад ради
Рада складається з 16 депутатів та голови.
- Голова ради: Меджитов Темур Єнверович
- Секретар ради: Нестеренко Надія Дмитрівна

### Керівний склад попередніх скликань
| Прізвище, ім'я, по батькові | Основні відомості                                                             | Дата обрання | Дата звільнення |
| --------------------------- | ----------------------------------------------------------------------------- | ------------ | --------------- |
| Коломієц Федір Юхимович     | Сільський голова, 1944 року народження, безпартійний                          | 26.03.2006   | 31.10.2010      |
| Меджитов Темур Єнверович    | Сільський голова, 1966 року народження, освіта середня загальна, безпартійний | 31.10.2010   |                 |

Примітка: таблиця складена за даними сайту Верховної Ради України

### Депутати
За результатами місцевих виборів 2010 року депутатами ради стали:

#### За суб'єктами висування
| Суб'єкт висування | Кількість обраних депутатів | %    |
| ----------------- | --------------------------- | ---- |
| Самовисування     | 11                          | 68,8 |
| Партія регіонів   | 5                           | 31,3 |

#### За округами
| № округу        | Прізвище, ім'я, по батькові   | Дата визнання обраним | Освіта             | Партійна приналежність | Відомості про обраного депутата              |
| --------------- | ----------------------------- | --------------------- | ------------------ | ---------------------- | -------------------------------------------- |
| Партія регіонів |                               |                       |                    |                        |                                              |
| 5               | Сюр Анатолій Іванович         | 04.11.2010            | середня спеціальна | позапартійний          | ООО «Новожилівский», заступник директора     |
| 8               | Макарова Альона Ігорівна      | 04.11.2010            | вища               | позапартійна           | Новожилівська загальноосвітня школа, вчитель |
| 10              | Царану Василь Михайлович      | 04.11.2010            | середня спеціальна | позапартійний          | ООО «Новожилівський», інженер                |
| 12              | Залевська Ольга Олександрівна | 04.11.2010            | середня            | позапартійна           | Новожилівська АОПСМ, медична естра           |
| 13              | Османов Февзі Зейтулайович    | 04.11.2010            | середня спеціальна | позапартійний          | тимчасово не працює                          |
| Самовисування   |                               |                       |                    |                        |                                              |
| 1               | Мухтаров Ваит Фаріхович       | 04.11.2010            | вища               | позапартійний          | тимчасово не працює                          |
| 2               | Гафуров Юнус Алиевич          | 04.11.2010            | середня            | позапартійний          | тимчасово не працює                          |
| 3               | Канайський Искандер           | 04.11.2010            | середня            | позапартійний          | пенсіонер                                    |
| 4               | Урунов Сейт-Яя Аметович       | 04.11.2010            | середня            | позапартійний          | тимчасово не працює                          |
| 6               | Галіщук Вячеслав Васильович   | 04.11.2010            | середня            | позапартійний          | тимчасово не працює                          |
| 7               | Філімонов Арнольд Михайлович  | 04.11.2010            | середня спеціальна | позапартійний          | пенсіонер                                    |
| 9               | Ренкас Віра Васильївна        | 04.11.2010            | середня            | позапартійна           | тимчасово не працює                          |
| 11              | Нагаева Зарема Сейярівна      | 04.11.2010            | вища               | позапартійна           | Новожилівська сільська рада, землевпорядник  |
| 14              | Нестеренко Надія Дмитрівна    | 04.11.2010            | вища               | позапартійна           | Новожилівська сільрада, секретар             |
| 15              | Асанова Сабіна Серверівна     | 04.11.2010            | середня            | позапартійна           | тимчасово не працює                          |
| 16              | Куркчи Смаіл Ахмедович        | 04.11.2010            | середня спеціальна | позапартійний          | Зуйська загальноосвітня школа, вчитель       |